# Robert FitzRoy
Robert FitzRoy, född 5 juli 1805 på Ampton Hall i Ampton i Suffolk, död 30 april 1865 i London (självmord), var en brittisk sjöofficer, guvernör och meteorolog. Han var sonson till Augustus FitzRoy, 3:e hertig av Grafton och halvbror till Charles Augustus FitzRoy.
FitzRoy inträdde 1819 i brittiska marinens tjänst, blev 1828 befälhavare på örlogsbriggen HMS Beagle, som användes vid kartläggning av Patagoniens och Eldslandets kuster, samt förde samma fartyg på den världsomsegling (27 december 1831 – 2 oktober 1836), vilken blev berömd genom Charles Darwins deltagande. Hemkommen erhöll FitzRoy Royal Geographical Societys guldmedalj (1837) och skildrade färden i Narrative of the Surveying Voyages of H.M.S. Adventure and Beagle (I-II, 1839, andra upplagan 1848; del III är Darwins kända resejournal). År 1843 utsändes FitzRoy som guvernör till Nya Zeeland, där just då förhållandena var synnerligen kritiska till följd av kolonisternas strider med maorierna om jordäganderätten. Han erkände maoriernas rätt och råkade därigenom från början i konflikt med kolonisternas ledare. Deras intriger i hemlandet ledde till att han återkallades i november 1845.
FitzRoy lämnade den aktiva marintjänsten 1850 och var från 1854 föreståndare för handelsministeriets nygrundade meteorologiska anstalt i London, Met Office. Han var vid tiden en aktiv förespråkare för stormglaset, ett mätinstrument som likt barometern ansågs kunna förutspå vädret. Han var även en av de första som använde telegrafin i den praktiska meteorologins tjänst, genom att han i februari 1861 började utsända telegram, varigenom 50 hamnar, som stod i telegrafisk förbindelse med meteorologiska centralstationen, därifrån på förhand varnades för annalkande stormar.
I augusti 1861 började han även utsända allmänna väderprognoser för Brittiska öarna och utvidgade samtidigt stormvarningssystemet, så att därefter 130 platser erhöll varningstelegram. Vid dessa platser hissades, då varningen anlände, stormsignaler bestående av en cylinder och en kon. Vände konen spetsen uppåt, så väntades stormen från nordkanten, vände den spetsen nedåt, så väntades stormen från sydkanten. Hissades konen ensam, betecknade det en svagare storm, medan konen och cylindern tillsammans betydde svår storm. I det svenska stormvarningssystemet, som började sin verksamhet i september 1905, upptogs de två varningsgraderna, medan cylindern av praktiska skäl utbyttes mot ett klot. Tillsammans med andra forskare försökte FitzRoy få detta system infört internationellt. Vid sidan av sin ansträngande verksamhet som meteorolog ägnade sig FitzRoy som sekreterare i "Life Boat Association" åt det brittiska livräddningsväsendets ordnande. Han befordrades 1863 till viceamiral, men drabbades av depression, vilket ledde till hans självmord. 
Efter FitzRoys död tillsattes en kommitté, på grund av vars utlåtande de av honom införda stormvarningarna upphörde 7 december 1866. Men kort därefter inkom till centralanstalten en mängd skrivelser från olika kuststäder med anhållan om deras återupprättande, vilket också skedde i december 1867. Hans signalsystem infördes med vissa förändringar så småningom i de flesta andra europeiska sjöfartsländer, samt i Kanada och andra utomeuropeiska brittiska kolonier.

## Utmärkelser
Asteroiden 8330 Fitzroy är uppkallad efter honom.

## Övriga skrifter i urval
- Remarks on New Zealand (1846)
- Sailing Directions for South America (1848)
- Meteorological Observations (från 1859)